# Lorenzo Sanz
Lorenzo Sanz Mancebo (Madrid, 9 agosto 1943 – Madrid, 21 marzo 2020) è stato un imprenditore e dirigente sportivo spagnolo, presidente del Real Madrid tra il 1995 e il 2000 e proprietario del Málaga tra il 2006 e il 2010.

## Biografia
Assunse la guida del Real Madrid il 26 novembre 1995 dopo le dimissioni di Ramón Mendoza, costretto a lasciare a causa dei problemi economici e sportivi del club della capitale. Con gli acquisti di Roberto Carlos, Clarence Seedorf, Davor Šuker e Predrag Mijatović il Real fu in grado di vincere il campionato spagnolo nel 1997, sotto la guida dell'allenatore italiano Fabio Capello. A questo trofeo seguirono la Champions League, conquistata nel 1998 dopo trentadue anni e nel 2000. Nel 1998 la squadra di Sanz aveva vinto anche la Coppa Intercontinentale. Nel 2000, alcune settimane dopo la vittoria in Champions League, Sanz perse le elezioni che lo vedevano opposto a Florentino Pérez.
Il suo nome tornò alla ribalta in seguito alla trattativa per l'acquisto del Parma nel 2005; la trattativa in seguito fallì e l'immobiliarista perse i 7,5 milioni di euro già versati a titolo di caparra. Nel 2008 Sanz entrò in trattativa per l'acquisto di un altro club italiano, il Bari, ma anche questo affare non si concretizzò. Nel 2006 acquistò il Málaga; restò alla guida del club fino al giugno 2010, quando cedette l'intero pacchetto azionario allo sceicco Abdullah Al Thani per 36 milioni di euro.
Morì il 21 marzo 2020 a Madrid, all'età di 76 anni, per complicanze da COVID-19.